# 70 Aquilae
Désignations
70 Aquilae (en abrégé 70 Aql) est une étoile orangée de la constellation équatoriale de l'Aigle, localisée près de la limite avec le Verseau. Sa magnitude apparente est de 4,90 et elle est donc visible à l'œil nu. L'étoile présente une parallaxe annuelle de 3,45 ± 0,32 mas telle que mesurée par le satellite Gaia, ce qui indique qu'elle est distante de 945 ± 85 a.l. (∼ 290 pc) de la Terre. Elle se rapproche du système solaire à une vitesse radiale héliocentrique de −9 km/s.

## Classifications
Keenan et McNeil (1989) attribuent à 70 Aquilae un type spectral de K4+ III Ba1, ce qui suggère qu'il s'agit d'une géante orangée qui présente une surabondance en baryum dans son spectre. Houk et Swift (1999) lui donnent une classification d'étoile géante ordinaire de type spectral K3 III. De nombreuses sources,,,, utilisent toujours la classification du Bright Star Catalogue (1991) de K5 II, ce qui suggère plutôt qu'elle est une étoile géante lumineuse.

## Propriétés
70 Aquilae est environ six fois plus massive que le Soleil et son âge a été calculé à 63 millions d'années (avec une marge d'erreur de 28 %). Le rayon de l'étoile est environ 104 fois supérieur à celui du Soleil et elle est 4 072 fois plus lumineuse que l'étoile du système solaire. Sa température de surface est de 3 900 K.
70 Aquilae est une étoile solitaire ; elle ne possède pas de compagnon stellaire connu.